# Ilha Viraponga
A Ilha Viraponga ou Ilha da Viraponga é um ilhéu na Baía da Guanabara pertencente ao município do Rio de Janeiro.